# 俄語音系
现代标准俄语音韵学基于莫斯科方言，其中也包含了一些来自其他方言的成分。俄语包含了5个元音和37个辅音，其中辅音又包含15对软（мягкий [ˈmʲæ.xʲkʲɪj]）硬（твёрдый [ˈtvʲo.rdɨj]）輔音、3个永远的硬輔音和4个永远的软輔音。

## 元音

俄語元音之音素(黑點)及其同位異音(紅色).

俄语有5个元音（包括其变体），但也有部分语言学家 认为ы（ɨ）是一个独立的音位，因而俄语有6个元音：
|    | 前  | 中  | 后  |
| -- | --- | --- | --- |
| 闭 | /i/ | /ɨ/ | /u/ |
| 中 | /e̞/ | /ə/ | /o̞/ |
| 开 |     | /ä/ |     |

元音或其变体的使用很大程度上取决于重音位置以及相邻辅音的是否软化（腭化）。

### 前元音
当元音前的辅音为硬辅音时，/i/会发生音位后移变成/ɨ/。Padgett (2001)的研究指出， [ɨ]是前一个辅音的软腭化所产生的较弱的双元音现象的特征，并暗示对于一对软硬辅音来说后面跟着/ɨ/比/i/更能体现软腭化带来的语音区别。当一个音节为非重读时，/i/会变成一个次闭元音；这意味着，在硬元音前会变成[ɨ̞]而其他大部分情况为[ɪ]。 而在两个软辅音之间，不论是否重读/i/的音位都会稍微抬高，比如[pʲi̝tʲ]（喝，动词不定式）[ˈmalʲɪ̝nʲkʲɪj]（小的，第一格阳性）。当/i/前后辅音为舌冠音或舌面音，[ɨ] 会前移为[ɨ̟]。当一个唇音连同/l/一起发出时，[ɨ]的音位会稍微后移，比如плыть[plɨ̠tʲ]（漂浮，动词不定式）；另外，发出这样的音时可能会出现轻微的[ɯ̟ɨ̟]双元音现象。 
在俄语的本土词汇裡，/e/音只会跟随在非软硬成对的辅音（ш、щ、ж、ц、ч和й）或软元音后。在软元音后，/e/的音位会稍微中央化变成([e̞]或[ɛ̝])，如果此时后面再有一个软辅音的话其音位又会提高回/e/。在且仅在词首位之上的，/e/会弱化为[ɛ]或音位稍高的[ɛ̝]，这种现象是不会出现在软辅音前后的。 而当/e/前面的辅音为硬辅音时，其音位会回缩到[ɛ̠]或[e̠]上，因此жест（手势，阳性名词第一格）和цель（目标，阴性名词第一格）分别读作[ʐɛ̠st]和[t͡se̠lʲ]。
至于外来词，在该词语的拼写完全适应俄语前是不会把软辅音放在/e/之前的，或者让辅音后面的字母е和э都读作[ɛ]。 例如，咖啡店最初引入俄语时拼作[kɐˈfɛ]（法语“café”），后来在20世纪初的俄语改革中变成今天的，但发音不变，即使理论上后面跟着软元音的话是应该发软音的。 又例如（司机，来自法语“chauffeur”），最初是写作并读作[ʂoˈfɛr]（这一点可以从现代俄语一个对司机的蔑称集合名词可以看出），在俄语改革后就变成今天的并随之读作[ʂɐˈfʲor]以更好地与俄语拼写规则匹配。

### 后元音
当/a/处于2个软辅音中间时，/a/会变成/æ/音， 例如（数词，5）读作[pʲætʲ]。当/a/不是跟随在软辅音后而其后又有/l/音时，/a/会回退到[ɑ̟]音上，例如палка[ˈpɑ̟lkə]（棍子，阴性名词第一格）。
对于大部分俄语使用者来说，/o/是个中元音，但操某些口音者可能会把这个音读得更开放。 在两个软辅音中间或只是跟随着一个软辅音，/o/会中央化为[ɵ̞]，比如тётя[ˈtʲɵ.tʲə]（姑妈，阴性名词第一格）。
至于第三个后元音/u/，夹在两个软辅音中间时会使这个音变成中央化的/ʉ/音，比如[t͡ɕʉtʲ]（副词，几乎、稍稍）。而当/u/处于非重读音节时，会变成一个次闭元音。

### 元音弱化
俄语非重读音节的元音有融为一体的倾向。除了北方俄语方言、科斯特罗马方言、卡卢加方言和沃洛格达方言，俄语使用者都有把非重读的/a/和/o/弱化的倾向。 这两种弱化分别叫做和，依照以下规则进行：
- 跟随在硬辅音后时，这两个元音都弱化为[ə]或[ɐ][15]：前者用于重音后的音节，后者用于重读音节前的音节[16]。[17] 例如： [pɐˈrom]（渡轮）、 [ˈobləkə]（云）、 [trɐˈva]（草）。
  - 当词语中出现字母组合<аа>、<ао>、<оа>或者<оо>时，这些组合通常会读作[ɐ.ɐ]，即两个分开、但间距很小的[ɐ]。例如：（考虑，动词未完成体不定式）读作[sɐ.ɐ.brɐˈʐatʲ]]}}.[18]。
  - 含有<о>、<а>的前置词与后面的词语连读时都需要弱化。例如： [pɐˈd‿morʲɪm]（在海面下）， [nɐ.ɐbɐˈrotʲɪ]（在反面，在背面）。
- 跟随在唏音字母、软辅音或/j/后的/o/和/a/会弱化为/i/（/o/在此时会写作<е>或<ё>）[19]。例如： [ʐɨ̞ˈna]（妻子）、 [jɪˈzɨk]（语言）

值得注意的是，某些后缀裡的不一定参与弱化。 在这些后缀裡，跟随在软辅音或/j/后的/o/和/a/不会弱化为/i/（/o/在此时同样会写作<е>或<ё>）。比如поле（田野，中性名词单数第一格）与поля（田野，中性名词单数第二格）读音不同。
这种弱化方案存在以下3种特殊情况：
1. . 外来词中的/o/不一定参与弱化，而是否需要弱化要看/o/是否跟随在另一个元音后。比如 [ˈra.dʲɪ.o]（词源：Radio，无线电）[20]，词尾的<о>跟随在<и>后，因此既没有弱化，也没有软化；又例如фото（词源：foto/photo，照片），词尾的<о>处于非重音音节，而且并非跟随在一个元音字母的后面，因此弱读为[ə]。[21]
2. . 某些词语中跟随在唏音字母后的字母<а>会读作/i/，但这个现象并不普遍。例如（钟表，名词，单复数同形）读作，（广场，阴性名词第一格）读作。[22]
3. . 一些数词第三格形式里面的字母组合“дцати”中的字母<а>发/i/音，比 [dvə.tsɨˈtʲi]（20）。[23]

而对于后元音，则有其对应的弱化规则，叫做。理论上，非重读音节中的/e/会被读作/i/。由于/i/有多种音位变体（实际使用何种音位变体取决于是否重读音节以及前后是否有软辅音），非重读音节中的/e/实际上可能有多种读音。例如：（种子，复数名词第一格）读作[sʲɪmʲɪˈna]，（价格，阴性名词第一格）读作[tsɨ̞ˈna]。
值得注意的是，对于字母<е>的弱化，即，不仅把/e/读作/i/这一种，还有/e̱/——一个稍短促的/e/。弱化后的<e>比<и>稍含糊一点，含糊的程度足以区分这两个音。例如（补给上……、增加，动词完成体不定式）[prʲɪˈdatʲ]读起来是可以与（出卖、背叛，动词完成体不定式）[prʲe̱ˈdatʲ]清楚区分的。
另外，高位元音/i/和/u/有时会弱化为音位较前的其他元音，比如 [jʉ̞ˈtʲit͡sə]（坐落于，动词不定式）、 [ɪˈtap]（舞台，阳性名词第一格）、мужчина[muˈɕːinə]（男子，阳性名词第一格）。
在某些弱读音节裡，元音有时弱化到几乎不发出声音，比如 [ˈvɨstə̥fkə]（展览，阴性名词第一格）、 [pə̥tɐˈmu ʂtə]（因为，短语）。

### 双元音
俄语所有双元音都是以一个非音节的[i̯]来结尾的。这个音可以记作/j/，是俄语唯一的半元音。在所有的元音后面，/j/是一个近音。由于在语音学上/j/是被分类到辅音里面的，因此也可以认为俄语没有双元音。值得注意的是，尽管俄语有诸如（课室，阴性名词第一格）这样有连续2个元音的词，但由于2个元音之间不发生嘴唇滑动，因此这两个音实际上是分别发出来的，不算双元音（这类似于法语）。
双元音的第一部分在形成双元音是会有所变化，例如：[jɪjˈt͡so]（鸡蛋，中性名词第一格）、[jej]（以她的……，第三人称阴性人称代词第五格）、[ˈdʲejstvʲɪnnɨj]（有影响的，阳性形容词第一格）。由于形容词屈折词尾/ij/（写作<ий>或<ый>）通常是非重读音节，因此口语上经常会弱化为一个元音[ɪ̟]。

## 辅音
/ʲ/是腭音化，也就是俄语的软音化符号，意思是辅音发音时或发音结束时把舌根顶上硬腭。
|        |    | 唇音      | 唇齿音    | 齿音与齿龈音 | 齿龈后音 | 硬腭音 | 软腭音    |
| ------ | -- | --------- | --------- | ------------ | -------- | ------ | --------- |
| 鼻音   | 硬 | /m/       |           | /n/          |          |        |           |
| 鼻音   | 软 | /mʲ/      |           | /nʲ/         |          |        |           |
| 爆破音 | 硬 | /p/ /b/   |           | /t/ /d/      |          |        | /k/ /ɡ/   |
| 爆破音 | 软 | /pʲ/ /bʲ/ |           | /tʲ/ /dʲ/    |          |        | /kʲ/ /ɡʲ/ |
| 塞擦音 | 硬 |           |           | /t͡s/         |          |        |           |
| 塞擦音 | 软 |           |           |              | /t͡ɕ/     |        |           |
| 摩擦音 | 硬 |           | /f/ /v/   | /s/ /z/      | /ʂ/ /ʐ/  |        | /x/       |
| 摩擦音 | 软 |           | /fʲ/ /vʲ/ | /sʲ/ /zʲ/    | /ɕ/ /ʑ/  |        | /xʲ/      |
| 颤音   | 硬 |           |           | /r/          |          |        |           |
| 颤音   | 软 |           |           | /rʲ/         |          |        |           |
| 近音   | 硬 |           |           | /l/          |          |        |           |
| 近音   | 软 |           |           | /lʲ/         |          | /j/    |           |

发音细节：
- 37个辅音由15对软硬辅音和7个无对应软/硬音配对的辅音组成。这7个又分为3个永远的硬辅音（всегда твёрдые согласные）/t͡s/、/ʂ/和/ʐ/，以及4个永远的软辅音（всегда мягкие согласные）/t͡ɕ/、/ɕ/、/ʑ/和/j/。俄语存在着硬辅音软腭化的明显趋向，尽管这个趋向在学术上一直没有得到全面认同。[25] 辅音软腭化在前元音/e/和/i/前比较明显。[26][27]
  - ^ 软腭音的软硬区别是个典型的语音变体问题；/kʲ/是一个在实际使用中被边缘化了的音素，大部分带有/kʲ/并在后面接一个非前元音的音节都是外来词。
- /ʐ/类似于英语单词“genre”中的<g>的读音再加上类似于美式英语里面的/r/音，或者说是汉语拼音的r。/ʐ/与/ʂ/的差别在于前者为浊音，后者为清音。[28] 参见卷舌音。
- ^ ^  /ɕɕ/和/ʑʑ/都是在实用上被边缘化了的音。前者通常会被读作/ɕt͡ɕ/[29] 或/ʂt͡ɕ/，这两种发音往往被视为连音；后者逐渐被连音/zʐ/或/sʐ/所边缘化，变得与它对应的双硬音[ʐʐ]一样少用（尽管/ʑʑ/仍被媒体和政府视作标准发音）。参见龈硬颚音。
- 硬音/t/ /d/ /n/ /l/和软音/rʲ/都既是齿音[t̪] [d̪] [n̪] [l̪] [r̪ʲ]，也是舌尖音[t̺] [d̺] [n̺] [l̺] [r̺ʲ]；而软音/tʲ/ /dʲ/ /nʲ/ /lʲ/则都是齿龈音和舌叶音[t̻ʲsʲ] [d̻ʲzʲ] [nʲ̻] [lʲ̻]。对于/tʲ/和/dʲ/音，舌位要提升到刚好能产生些许摩擦音的位置。硬音/l/是一个典型的喉壁化音，即[ɫ]，又叫“齿龈边近音”。比如（小的）读作[ˈmɑɫ̪ɨj]。[30]
- /s/和/z/都是舌叶音和齿音（或称齒齒齦音）而/t͡s/是齿龈音和舌尖音。
- 硬音/r/是齿音后音：[r̠]。[31]

一些还原论者通过使用构造主义 手段作出假设，认为存在一个复杂的语音架构，在这个架构裡软辅音是由一系列语音学变化过程产生的。 基于这个理论，语言学家长期以来都同意俄语的深层语音架构比其现在的发音方式更接近古语，也就是认为软辅音才是一个辅音的最正宗发音。

## 语音变化
浊辅音（/b/, /bʲ/, /d/, /dʲ/ /ɡ/, /v/, /vʲ/, /z/, /zʲ/, /ʐ/以及/ʑ/）在词尾会变成清辅音，除非后面跟着的单词的首字母是浊辅音。 /ɡ/除了会清化以外，还会弱化为[x]音。
俄语有浊辅音和软辅音的舌位后移现象。 在一些长音节裡，这个现象会使得多个连续的辅音变成软辅音，即使本来它们在连读时（或拼写上）该读作硬音。 如果连续多个单词连读而不加停顿的话，这个后移现象也会出现在单词之间。

### 浊音
在词素裡，阻塞音（除了后接一个元音或响音的/v/或/vʲ/）前的清浊音并没有明确的区别。决定一个辅音的清浊的是音节后所接的辅音是否阻塞音： просьба [ˈprozʲbə]（请求，阴性名词第一格）、водка [ˈvotkə]（伏特加，阴性名词第一格）。如果一个单词的后面没有接其他单词的话，那么该单词最后一个辅音发清音：друг[dr̠uk]（朋友，阳性名词第一格）。在外来词裡，/f(ʲ)/，不受这个规则限制，比如Адольф Гитлер [ɐˈdolʲf ˈɡʲitlʲɪr]（阿道夫·希特勒）。/v/和/vʲ/很少参与到辅音清浊化规则裡，这两个音似乎是与这个规则无关；在音节的开端处，清浊辅音都可以放在/v(ʲ)/的前面：
- тварь [tvarʲ]（生物，阴性名词第一格）
- два [dva]（数词，2）
- световой [sʲvʲɪtɐˈvoj]（发光的，阳性形容词第一格）
- звезда [zʲvʲɪˈzda]（星星，阴性名词第一格）

当/v(ʲ)/前后都是阻塞音的时候，词组(cluster)的清浊(voicing)由最後的音段(segment)來控管(上邊的每個規則均如此)。清阻塞音會在/v(ʲ)/之前發為濁音假如/v(ʲ)/跟著一濁阻塞音(比如：к вдове [ɡ vdɐˈvʲɛ] '到寡婦那兒')。普通情形上一個清阻塞音會將所有的音段清音化(比如：безu впуска [bʲɪs ˈfpuskə] '沒有允許')。
/t͡ɕ/、/t͡s/與/x/在濁阻塞音前會有濁音位變體， 比如在 дочь бы [ˈdod͡ʑ bɨ] ('女兒會...' [我喜歡...])及 плацдарм [plɐd͡zˈdarm]（橋頭）。
除/mʲ/及/nʲ/之外，鼻音與流音於清輔音間、或單一清音裡，及暫時中斷時會清音化： [ˌkontr̥ˈfors]（支柱）。

### 腭音化/软音化
在/j/音之前，成對的輔音須按規則發軟音如 [pʲju]（(我)喝）及 [ˈpʲjɛ.sə]（戲劇演出）。而單詞 [ˈsje.zʲdʲɪtʲ]（去旅行）對於許多人來說是個發音例外。成對的輔音位於 /e/ 之前亦發為軟音；雖然在一些外來假借字上有些例外，而音位的變異發生在整個詞素的範圍裡可視其為一種標準形態。 底下的范例顯出變化的不同形態：
- дом [dom]（家 第1格） vs. доме [ˈdomʲɪ]（在家 第6格)
- ржавый [ˈrʐavɨj]（生銹的） vs. ржаветь [rʐɐˈvʲɛtʲ][46]（生銹）
- ответ [ɐˈtvʲɛt]（答案） vs. ответить [ɐˈtvʲetʲɪtʲ]（回答）
- несу [nʲɪˈsu]（(我)攜帶） vs. несёт [nʲɪˈsʲot]（(他)攜帶）
- голод [ˈɡolət]（饑餓） vs. голоден [ˈɡolədʲɪn]（饑餓的' 陽性)
- удал [ʊˈdal]（勇敢） vs. удалец [ʊdɐˈlʲɛt͡s]（好漢）
- жена [ʐɨˈna]（妻子） vs. женин [ˈʐɛnʲɪn]（妻子的）
- корова [kɐˈrovə]（母牛） vs. коровий [kɐˈrovʲɪj]（母牛的）
- кругл [kruɡl]（圓） vs. кругленький [ˈkruɡlʲɪnʲkʲɪj]（圓的）
- широк [ʂɨˈrok]（寬） vs. ширина [ʂɨrʲɪˈnə]（寬度）
- прям [prʲam]（直） vs. прямизна [prʲɪmʲɪˈznə]（筆直）
- умыкан [ʊˈmɨkən]（被搶親的） vs. умыкание [ʊmɨˈkanʲɪɪ]（搶親）
- вор [vor]（小偷） vs. воришка [vɐˈrʲiʂkə]（賊' 輕蔑語)
- написал [nəpʲɪˈsal]（(他)寫了） vs. написали [nəpʲɪˈsalʲɪ]（(他們)寫了）
- горбун [ɡɐˈrbun]（(男)駝子） vs. горбунья [ɡɐˈrbunʲjə]（(女)駝子）
- ангел [ˈanɡʲɪl]（天使） vs. ангельский [ˈanɡʲɪlʲskʲɪj]（天使的）
- высь [vɨsʲ]（高空） vs. высок [vɨˈsok]（高）

因為軟腭音不成對，故顎音化對比不存在，尤其是在前元音之前。在音位變體上，他們變成發軟音比如 [kɐˈrotkʲɪj] ('短的')，除非在某些單詞范圍裡他們才發硬音。(比如：к Ивану [k ‿ɨvanu] '到伊凡哪里').
於硬齒輔音 /r/、/rʲ/之前，唇及齒輔音發硬音： [ɐrˈla] ('老鷹' 第2格 單數).
於軟唇及齒輔音、或/lʲ/之前，齒輔音(除/t͡s/之外)發軟音。tvʲ and dvʲ are standard
置於/i/之前的軟腭音發軟音；此種情況會發生在字詞裡，意思是說軟腭音從來不會在[ɨ]之後。
/x/對  [ˈlʲɵxʲkʲɪx]（“肺”第2格複數）之軟顎音進行顎音同化。
於唇輔音之前的顎音同化是以不受同化作用的影響來進行變化的，也就是（轟炸）可以發 [bɐmˈbʲitʲ] 音、或是發 [bɐmʲˈbʲitʲ] 音都是視個別的發音者而定。
當硬音 /n/ 出現在其相等的軟音之前，則它也發軟音（參見輔音延長）。這種情形在整個語界詞綴的使用上有些不普遍。
除此之外，齒尖銳音和下列的後齒齦音的發音位置(不只有顎音化而已)是相一致的： [ˈɕɕasʲtʲju]（以一部分）。於慎重的談話中，在字詞的範圍內這些情況是不會產生的。
俄語語音相當罕見鼻音，並不是如其他的語言進行鼻音的同化性。舉例來說，/n/及/nʲ/出現在卷舌輔音(retroflex)之前：деньжонки [dʲɪnʲˈʐonkʲɪ] ('金錢' (輕蔑語)) [xɐnˈʐoj]（偽善' 第5格）。在同樣的上下文關聯中，其他的舌冠音總是發硬音。軟顎鼻音在一些字詞比如（ [ˈfuŋk.t͡sɨjə]“功能”）在軟腭音之前為形成同位異音，不過在大多數的其他單詞比如 [bank]（銀行）則不存有這種現象。

### 輔音詞組
俄語相比其他語言以擁有較少音位配列（phonotactic）阻礙而聞名，不過英語母語者會对一些俄語詞頭感到難以發音。有一些詞，比如 [ˈfstrʲetʲɪtʲ]（遇到），有4輔音連綴的結構。
| 3音素 | 俄語    | IPA          | 中文   |
| ----- | ------- | ------------ | ------ |
| CCL   | скрип   | [skrʲip]     | 吱吱聲 |
| CCC*  | ствол   | [stvol]      | 樹干   |
| LCL   | верблюд | [vʲɪrˈblʲut] | 駱駝   |
| LCC   | толстый | [ˈtolstɨj]   | 厚     |

口語上發 [ɕt͡ɕ] 音替代 [ɕɕ] 音，單詞像是（一般）也組成這種形態的詞組。
| 2音素 | 俄語   | IPA         | 中文     |
| ----- | ------ | ----------- | -------- |
| CC    | кость  | [kosʲtʲ]    | 骨       |
| LC    | ртуть  | [rtutʲ]     | 水銀     |
| CL    | слепой | [sʲlʲɪˈpoj] | 失明的   |
| LL    | горло  | [ˈɡorlə]    | 喉       |
| CJ    | дьяк   | [dʲjak]     | 書記     |
| LJ    | рьяный | [ˈrʲjanɨj]  | 熱心(的) |

假如 /j/ 音在詞尾視為輔音，則如 айва('榅桲(果)')的單詞則含半元音+輔音詞組。
特別是在一個詞素裡、四輔音詞組是可能存在的，不過不普通。 一些潛在字組也同樣刪去。例如，清齒塞音(dental plosive)/t̪/在清齒齦擦音/s̪/及齒鼻音(Dental nasal)/n̪/間省去：лестный [ˈlʲɛs̪n̪ɨj] ('奉承')。在單詞的範圍內，一般在字詞范圍內(有些重覆)連續輔音之間有語音開放(audible release)的情形，以致於各輔音分讀（尤相較英語而言）。 這些最終能讓人對於相似的輔音理解得更正確，諸如：/t/及/tʲ/ 的語音。

### 補記
/n/ 及 /nʲ/ 為僅有的能夠被重覆之輔音。諸如這些成對輔音不會發生在外來的假借字上。
歷史上的關於陽性單數形容詞及代名詞第2格(用為動物名詞上則為第4格)從/ɡ/音轉換到/v/音並不反應到現代的俄语正寫法裡，比如：его [jɪˈvo] ('他的/他(賓語)'), белого /x/ 之發音。
在任何元音與/i/(除了一些越過詞綴邊界的例子外，不過也包含一些與/i/結合之非重音元音)之間，/j/也可以去掉：аист [ˈa.ɪst] ('鸛鳥') 及 делает [ˈdʲɛləɪt] ('(他)做').
俄語重音可以落在任何音節上，也可以在字形變化的範圍內轉移：до́ма [ˈdo.mə] ('房屋' 第2格 單數)對照 дома́ [dɐˈma] ('(許多)房子')。在一字詞內的重音是由字詞內所包含的詞素之間互動來決定，就如某些詞素有根本的重音而其他的詞素沒有。然而，除了一些復合字外，諸如：морозоустойчивый [mɐˌrozəʊˈstojtɕɪvɨj] ('耐寒的') 在一個字詞裡僅有一個音節有重音。  俄語類似於英語也有一個音調模板。
非開後元音軟顎化於硬輔音前： [tˠɨ]（你 單數）。/o/ 及 /u/ 唇音化所有輔音 [bʷok]（側邊）， [nʲʷos]（(他)攜帶）

## 歷史上的語音變遷
現代俄語音韻學系統承繼自原始斯拉夫語，在大約西元1400年代大規模制定語音規范之前，也考慮了早先歷史對音韻的一些創新的改變。
如所有斯拉夫语族一般，古俄語（古東斯拉夫語）是開音節語言。即，所有的音節以元音結尾(就如斐济语與夏威夷语一樣)，而輔音僅存於音節頭，而且比起今天變化得更少。然而，早期文獻顯示，古俄語已從原始斯拉夫語中現出分化跡象。
大約在十世紀，俄語可能已有成對的舌頂擦音（coronal fricative）及響音，以致於/s z n l r/音可與/sʲ zʲ nʲ lʲ rʲ/音對立，雖然可能的對立皆限于特定環境。其他方面，顎音化輔音則在前元音前出現同位異音。當以哈夫利克定律來判斷/ъ/或/ь/的强弱音規則時，而顎音化起初是由仍留存的高元音所引發出來，可以創造出最小的語音配對如：данъ /dan/ ('若擁有')及 дань /danʲ/ ('應予之物')。同時，[ɨ]，它已經是元音系統的一部分，再被解析為一硬輔音之後/i/的同位異音，所激勵出的語音水平能引起元音的改變，這些改變是依據之前的輔音來變而不是之後。
鼻元音的失去(西里尔字母裡的/Ѧ/字母，從原始斯拉夫語位於輔音之前的/ɛ̃/音及/õ/音發展來的)。非鼻化元音，依其位置的作用，可以是阻隔、或是軟化之前的輔音：
- 原始印歐語：*h₁sónti
- 拉丁语：sunt
- 原始斯拉夫語：*sǫtь
- 古教會斯拉夫語：sǫtь
- 俄語(書面語)： [sutʲ]（他們 是'、 “是”的第3人稱複數型，較少用在現代俄語，比照波蘭語的 są）。[61]

在芬兰-乌戈尔语族裡的許多外來語是伴隨著原始斯拉夫語鼻化元音之後穿插著/n/音，使用上的證明指出鼻化元音是存在於東斯拉夫語直到可能是歷史上某個時期前為止。
原始斯拉夫語将 *dl 與 *tl 簡化為 *l:
- 原始斯拉夫語：*mydlo
- 波兰语：mydło
- 俄語：мыло [ˈmɨ.lə]（肥皂）。

有一種趨勢在大規模的維護字間的古[-s-]音及[-k-]音等現象，如在前元音之前，相比其他的斯拉夫語言，這是所謂的未完成第2及第3硬顎音化之現象：
- 烏克蘭語： /nozʲi/
- 俄語： [nɐˈɡʲɛ]（腳 與格）。

"元音贅化"(Pleophony)或"全濁音化"(full-voicing)(全元音(polnoglasie), '' [pəlnɐˈɡlasʲɪjə])，即為元音加入在兩個輔音(流音)/l/與/r/之間。教會斯拉夫語對於俄語的影響比起對烏克蘭語及白俄羅斯語是比較小的：
- 古教會斯拉夫語： (vrabii) *[ˈvrabii]
- 俄語： [vərɐˈbʲej]（麻雀）
- 烏克蘭語： /woloˈdɪmɪr/
- 俄語： [vlɐˈdʲimʲɪr]（佛拉迪米爾，雖然在俄語裡的昵稱仍然稱呼為 [vɐˈlodʲə]）。

在過去的千年裡主要的音韻進化程序是沒有含括斯拉夫語開放音節的需求一項，音韻進程的完成部分是通過極短元音的失落來達成的，所謂Ъ的脫落，以另一種方式予以延張及去掉(在古俄語拼音裡/Ъ/字母用傳統的轉寫法來表示而不是用精確的國際音標符號)：
- 古東斯拉夫語: объ мьнѣ /o.bŭ mĭˈně/ > 俄語： [ə.bɐ ˈmnʲe]（關于我）
- 古東斯拉夫語： /ˈsŭ.nŭ/ > 俄語： [son]（睡覺 第1格單數），與拉丁語 somnus 為同源字詞；
- 古東斯拉夫語： /sŭˈna/ > 俄語： [sna]（睡覺的 第2格 單數）。

/Ъ/音的遺失會導致成對輔音及產生相當多的輔音叢集，在語音同化中會伴隨著濁音化(vocing)"及/或"清音化（devocing）的運作：
- 古東斯拉夫語：къдѣ /kŭˈdě/ > 俄語：где [ɡdʲɛ] ('那里')。

因此而產生的輔音叢集經常被簡化為： 
- здравствуйте [ˈzdra.stvuj.tʲə]（你好），不是發為/ˈzdra.fstvuj.tʲə/音、雖然這個發音在較古字詞上的語意為含有“祝你健康”之意。
- сердце [ˈsʲɛ.rt͡sə]（心(臟)），不是發為/ˈsʲɛ.rdt͡sə/音。
- солнце [ˈso.nt͡sə]（太陽），不是發為/ˈso.lnt͡sə/音。

關於古東斯拉夫語裡的ѣ/ě/(慣用的發音記號轉換)演進到/(j)e/音的歷程，如上所述。這種發展也引起相當大的俄語正寫法改革運動。對於/ě/變為/e/或/je/在演進發展時的爭議，終於最後在不同的斯拉夫语言裡把Ѣ改用其他字母代替。
在12世紀與14世紀之間的一段時間裡，軟腭音前/i/之同位異音由[ɨ]音變化到[i]音的過程也伴隨著軟腭音的硬顎音化之現象。
齒齦後音的捲舌音：/ʒ/音變為[ʐ]音，且/ʃ/音變為[ʂ]音。如此被視為"硬化的音"是由於捲舌音很難被硬腭音化。在某些觀點上，/t͡s/音抗拒硬顎音化，這也是為什麼它也是個"硬音"雖然在語音學上它比起以前是沒什麼不同。在<щ>字母而言，比起今天的標準發音來說大多數人會發/ɕt͡ɕ/音。到今天<щ>字母的普通與標準發音為/ɕɕ/。
在一軟輔音與一硬輔音之間，重音 /e/ 演變到 /o/ 的歷程如下示例：
- 古東斯拉夫語  /о ˈt͡ʃe.mŭ/ ('關於' 前置格 單數) > 俄語： [ɐ ˈt͡ɕom].

如此語言音韻的演進會導致於字詞語義上的一些變異：
| 俄語 | 中文                   | 俄語 | 中文                      |
| ---- | ---------------------- | ---- | ------------------------- |
|      | 無可非難之事           |      | 責難                      |
|      | 保存                   |      | （他）保存過              |
|      | 樺樹林                 |      | 樺樹                      |
|      | 指導                   |      | （他）指導過              |
|      | 晴朗的                 |      | 晴朗天氣                  |
|      | 快活                   |      | 快活的                    |
|      | 吸引                   |      | （他）吸引過              |
|      | 划船手                 |      | （他）划船了              |
|      | 夢想（動詞）           |      | 幻想（陰性名詞）          |
|      | 遙遠地                 |      | 遙遠的                    |
|      | 有兩妻的人             |      | 一夫兩妻                  |
|      | 日子                   |      | 按日子                    |
|      | 較便宜的               |      | 廉價的（相對於"дорого́й"） |
|      | 雲杉（陽性）           |      | 雲杉（陰性）              |
|      | 小牡馬（指小詞）       |      | 懷駒的                    |
|      | 燃燒                   |      | （他）燒了                |
|      | 黃色顏料               |      | 黃色的                    |
|      | 土壤 （第4格 單數）    |      | 黑鈣土                    |
|      | 打穿（許多孔或眼）     |      | （許多）篩子              |
|      | （他）鉚緊             |      | 鉚接的                    |
|      | 輪式拖拉機             |      | （許多）輪子              |
|      | 鍋爐房                 |      | 大鍋                      |
|      | 冰箱                   |      | 冰                        |
|      | 躺下                   |      | （他）躺下了              |
|      | （他）捲繞             |      | 捲繞                      |
|      | 樹墩                   |      | 親愛的,小樹墩（指小詞）   |
|      | 前面的（形容詞）       |      | 前面（名詞）              |
|      | 畫十字（祝福）         |      | 十字路口                  |
|      | （許多）羽毛           |      | 親愛的,小羽毛             |
|      | 花粗布（家庭手工織的） |      | 雜色的                    |
|      | 小彼德（人名昵稱）     |      | 彼德（人名）              |
|      | 烤                     |      | （他）烤過                |
|      | 鞭子                   |      | 短鞭子                    |
|      | 撣子（清爐灶）         |      | （他）清理                |
|      | 預言                   |      | （他）預言過              |
|      | 輕視                   |      | （他）輕視過              |
|      | 鉆透                   |      | （許多）鉆頭              |
|      | 讀                     |      | （他）讀過                |
|      | 養蜂場                 |      | （許多）蜜蜂              |
|      | 皮帶                   |      | 皮帶制的                  |
|      | 手藝人                 |      | 手藝                      |
|      | 號角手                 |      | 管樂器（號角）            |
|      | 鄉村的                 |      | （許多）村鎮              |
|      | 七                     |      | 共七個                    |
|      | 姐妹的                 |      | 姐妹們                    |
|      | 死亡                   |      | 死的（相對於"живо́й"）     |
|      | 星座                   |      | （許多）星星              |
|      | 流言蜚語（八卦）       |      | 事非謠傳（八卦）          |
|      | 看守                   |      | （他）在看管              |
|      | 根基                   |      | 穩固的                    |
|      | 黑暗                   |      | 黑暗的                    |
|      | 照亮                   |      | 溫暖的                    |
|      | （許多）荊棘           |      | 黑刺李子                  |
|      | 母黑琴雞               |      | 母黑琴雞                  |
|      | 流動                   |      | （它）流過了              |
|      | （他）穿壞             |      | 穿破的                    |
|      | 較重                   |      | 重的                      |
|      | 泰迪（Ted,男子名昵稱） |      | 斯爾度（Theodore,男子名） |
|      | 烏銀雕刻品             |      | 黑色的                    |
|      | （許多）魔鬼           |      | 鬼/魔鬼                   |
|      | 榮譽                   |      | 尊敬                      |
|      | 毛                     |      | 小毛髮（指小詞）          |
|      | 六                     |      | 共六個                    |
|      | 裂縫                   |      | 小縫隙                    |

由借自教會斯拉夫語的單字、將/e/再置入字詞中的軟輔音與硬輔音之間，如下單詞所示:
- лед (來自於古教會斯拉夫語лєдъ（英语：wikt:лєдъ）)相對於 лёд ('冰')
- лев vs лёв ('獅子')
- небо vs нёбо ('天空')
- хребе́т vs. хребёт ('脊椎')

一些俄語具有特色之詞素來自於外國語的借字（尤其是來自非斯拉夫語族），如下所示：
- 二元音在詞素間的音序。[66]
  - поэт [pɐˈɛt] ('詩人')。來自法語 poète。
  - траур [ˈtraur] ('哀悼').
- 許多以 /e/ 起頭之單字.[67]
  - эра [ˈɛrə] ('時代')。來自德語 Ära。
- 以 a 起頭之單字 /a/。[68]
  - авеню [ɐvʲɪˈnʲu] ('林蔭大道')。
  - афера [ɐˈfʲɛrə] ('欺騙')。
- 音素 /f/ (更多資訊請參見 Ф)。[69]
  - фонема [fɐˈnʲɛmə] ('音位')。來自希臘語 φώνημα。
  - эфир [ɪˈfʲir] ('醚')。來自希臘語 Αἰθήρ。
  - фиаско [fʲɪˈaskə] ('慘敗')。來自意大利語 fiasco。
- 非顎音化輔音呈現於/e/之前。[69][70]
- 詞素間的音序/dʐ/[71]
  - джин [dʐin] ('琴酒') 來自英語。
  - джаз [dʐas] ('爵士樂') 來自英語。

有許多雙輔音並非成對出現，雖然它們在正寫法中仍然寫為雙字母。

## 延伸阅读
- Hamilton, William S. . Slavica Publishers. 1980.
- Hamann, Silke, , Baauw, S.; Huiskes, M.; Schoorlemmer, M.  (编), , Utrecht: Utrecht Institute of Linguistics: 105–127, 2002 外部链接存在于|contribution= (帮助)
- Press, Ian, , Rodopi, 1986, ISBN 9062038484
- Rubach, Jerzy, , Phonology, 2000, 17: 39–64, doi:10.1017/S0952675700003821
- Shcherba, Lev Vladimirovich, , St. Petersburg: Tipografiia IU., 1912
- Sussex, Roland, , Bright, W  (编),  1st, New York: Oxford University Press, 1992

## 参閲
- 俄语字母
- 俄语正寫法
  - 俄語正寫法改革
- 俄語歷史（俄语：История русского литературного языка）
- 古東斯拉夫語

## 外部連結
- . Фонд «Русский мир».   [2021-08-17]. （原始内容存档于2008-05-12）.Template:Проверено
- . Bilingual-online.net.   [2021-08-17]. （原始内容存档于2018-09-13）.Template:Проверено
- . Международная ассоциация преподавателей русского языка и литературы.   [2021-08-17]. （原始内容存档于2022-05-14）.Template:Проверено
- . Российское общество преподавателей русского языка и литературы.   [2021-08-17]. （原始内容存档于2022-04-02）.Template:Проверено
- . Кафедра русской литературы Тартуского университета.   [2021-08-17]. （原始内容存档于2022-05-25）.Template:Проверено